# Atari 2600
Atari 2600, originalmente vendido como Atari Video Computer System ou Atari VCS até novembro de 1982, é um videogame projetado por Jay Miner e lançado em 11 de setembro de 1977 nos Estados Unidos e em 1983 no Brasil, sendo descontinuado oficialmente em 1992.

Em março de 2017 a Tectoy lançou o Atari Flashback 7, baseado no Atari 2600. O console traz 101 jogos na memória e não aceita cartuchos.

## História

### Desenvolvimento e considerações de mercado
A Atari, Inc. foi fundada por Nolan Bushnell e Ted Dabney em 1972. Em 1975 a Atari comprou a empresa de engenharia Cyan Engineering para desenvolver um sistema de videogame de nova geração, e trabalhou em um protótipo conhecido como "Stella" (nome da bicicleta de um dos engenheiros) por algum tempo. Diferente de máquinas de gerações passadas que usavam lógica de programação própria e fixa para rodar um pequeno número de jogos, o núcleo do Stella era um CPU completo, o famoso MOS Technology 6502 em uma versão reduzida (para cortar custos), conhecido como 6507. Era combinado com chips de RAM e E/S, o MOS Technology 6532 e um chip de display e som de design próprio conhecido como TIA, de Television (Televisão) Interface (Interface) Adaptor (Adaptador). Além desses três, as duas primeiras versões da máquina continha mais um chip, uma CMOS padrão de buffer de lógica IC, fazendo um número total de quatro chips, sendo assim, com poucos chips e baratos. Algumas versões posteriores eliminaram o chip de buffer.
O design inicial não iria ser baseado em cartuchos, mas após verem um sistema de cartucho falso em outra máquina os engenheiros imaginaram que poderiam colocar os jogos em cartuchos pelo preço do conector e da embalagem.
Em agosto de 1976 Fairchild Semiconductor liberou seu próprio sistema baseado em CPU, o Channel F. O Stella ainda não estava pronto para produção, mas estava claro que deveria estar pronto antes que outros produtos similares chegassem ao mercado, que foi o que aconteceu quando a Atari lançou o Pong. A Atari simplesmente não tinha o dinheiro necessário para completar o sistema rapidamente, e, além disso, a venda de seu Pong estava diminuindo. Nolan Bushnell procurou a Warner Communications, e vendeu a companhia para eles em 1976 por 28 milhões de dólares, com a promessa de que o Stella seria produzido o mais rápido possível.
A chave para o sucesso da máquina foi a contratação de Jay Miner, um desenvolvedor de chip que concentrou vários circuitos em um chip, tornando o TIA um chip único. Uma vez completo e testado, o sistema estava pronto para a venda. Na data de lançamento 1977, o desenvolvimento tinha custado aproximadamente 100 milhões de dólares.

### Lançamento e sucesso

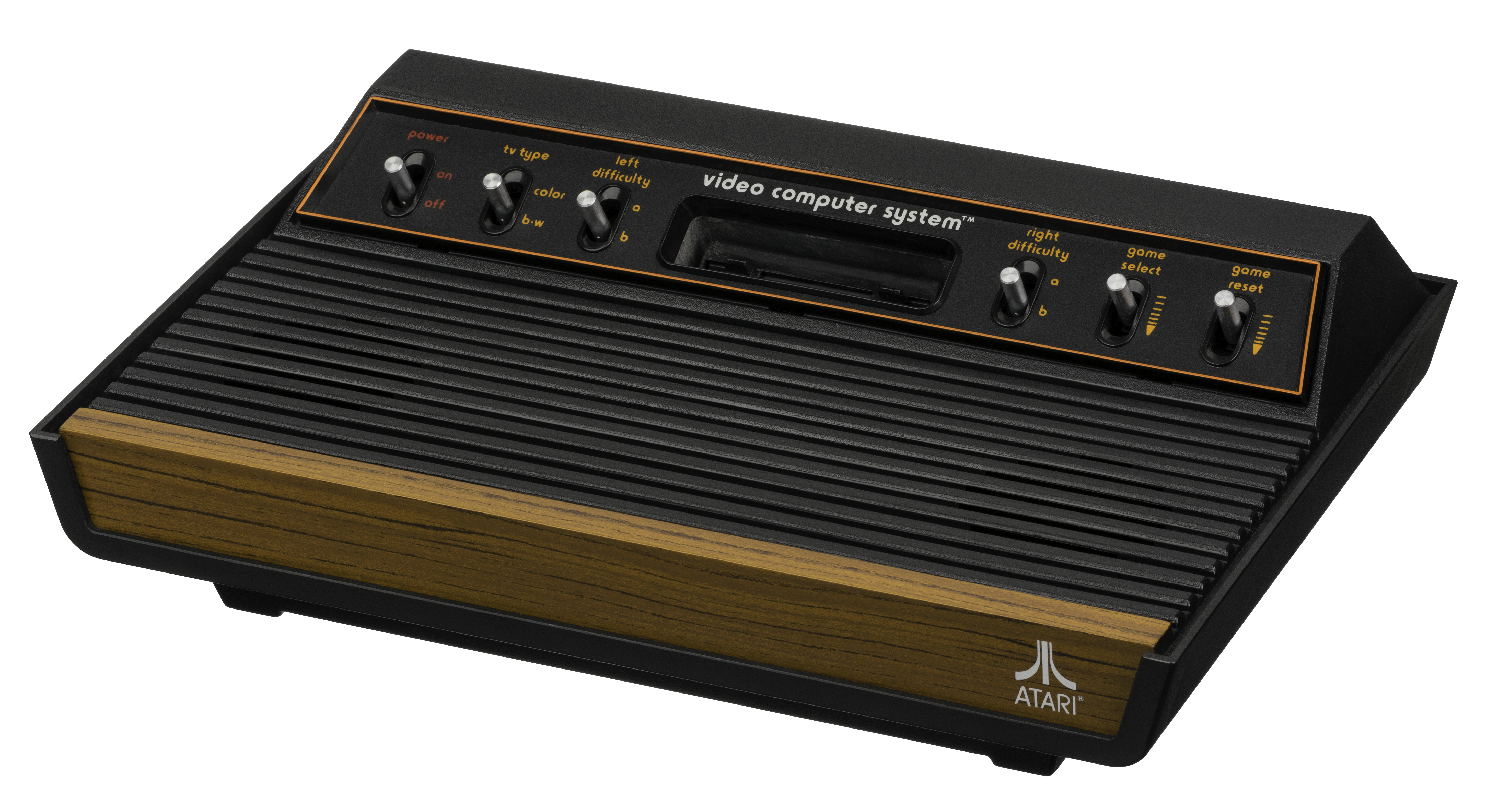
Primeiro modelo do Atari 2600, o Heavy Sixer.

O preço inicial foi de 199 dólares e tinha 9 títulos.
Na tentativa de competir diretamente com o Fairchild Channel F, a Atari chamou a máquina de 'Video Computer System' (ou VCS abreviando), pois o Channel F era nessa época conhecido como o VES, de Video Entertainment System.

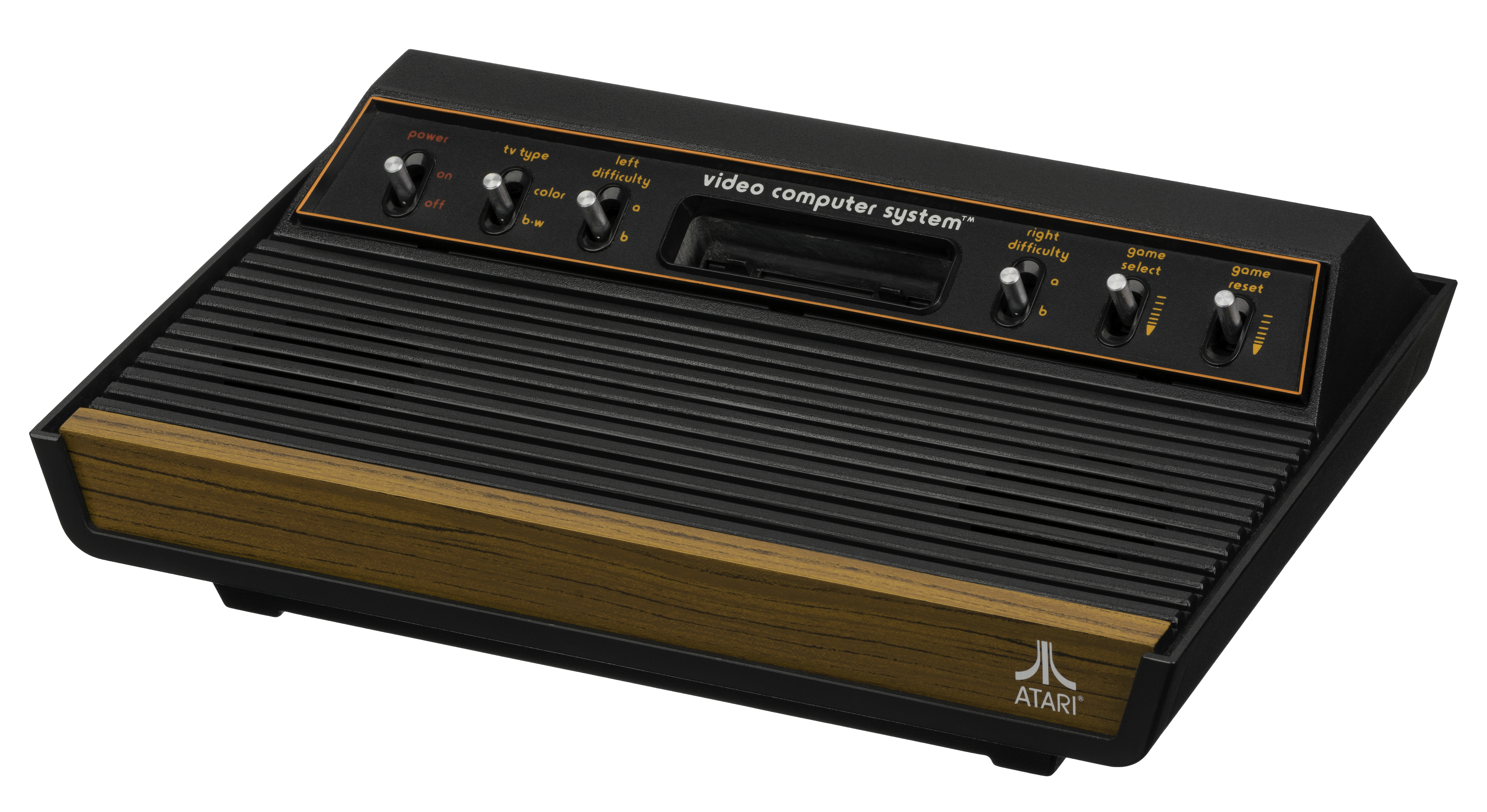
Segundo modelo do Atari 2600, o Light Sixer.

O 2600 também foi apelidado SVA de Sears Video Arcade e vendido pelas lojas Sears-Roebuck.
Quando Fairchild ficou sabendo do nome dado pela Atari, eles rapidamente mudaram o nome de seu sistema para Channel F, porém, os dois sistemas estavam no meio de várias reduções de preços: os clones de PONG estavam obsoletos por essas máquinas mais novas e poderosas. Logo, muitas dessas companhias de clones estavam fora do mercado, e tanto a Fairchild como a Atari estavam vendendo para um público saturado de jogos Pong.

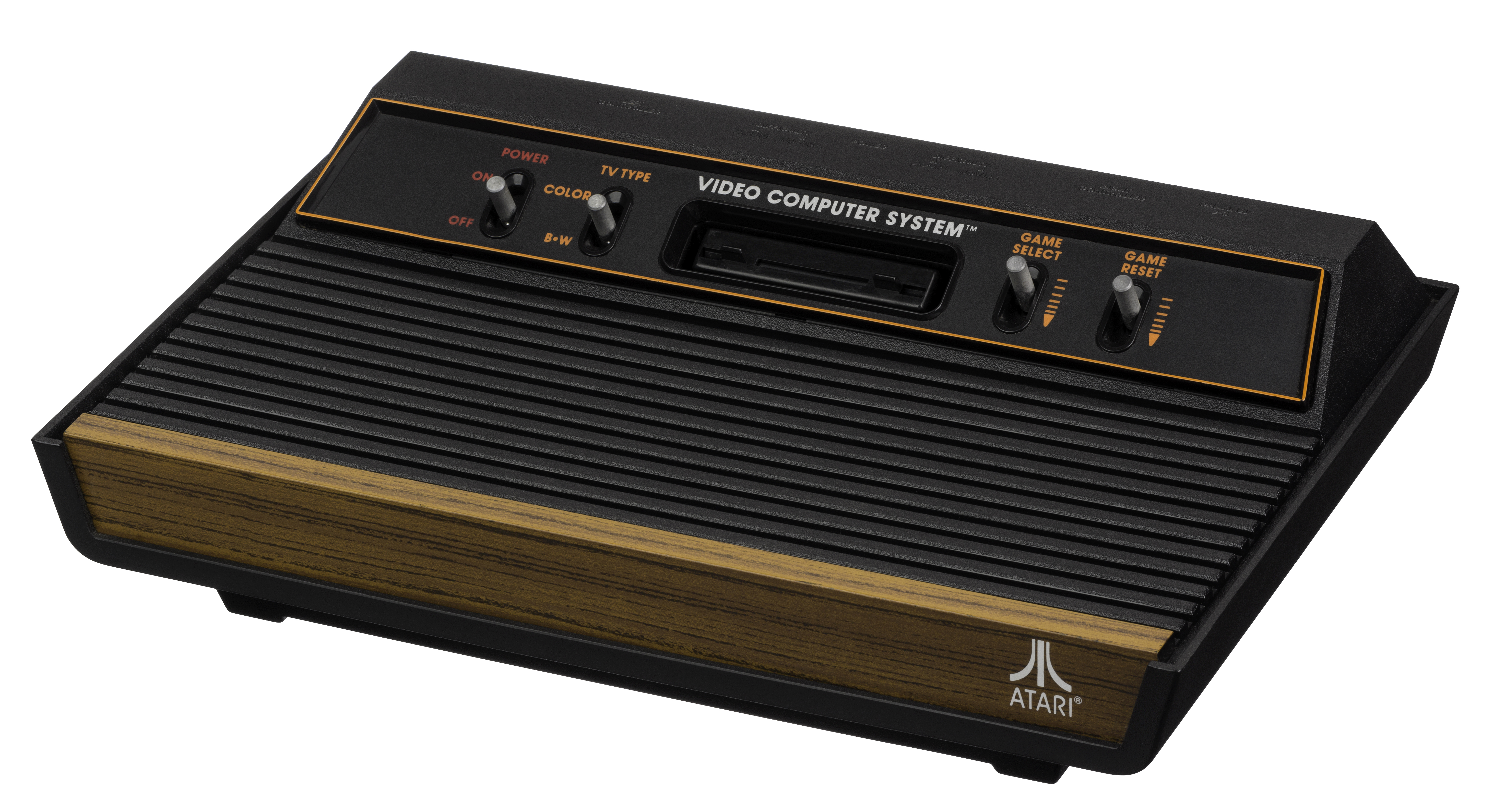
Terceiro modelo do Atari 2600, o Woody.

Em 1977, a Atari vendeu apenas 250 000 VCSs. Em 1978, apenas 55.000 de uma produção de 800.000 foram vendidos, e foi preciso ajuda financeira da Warner para cobrir prejuízos. Isso causou discordâncias e causou a saída do fundador da Atari, Nolan Bushnell, em 1978.
Uma vez que o público descobriu que era possível jogar jogos diferentes de Pong e os programadores aprenderam a alcançar os limites do hardware, o 2600 ganhou popularidade.

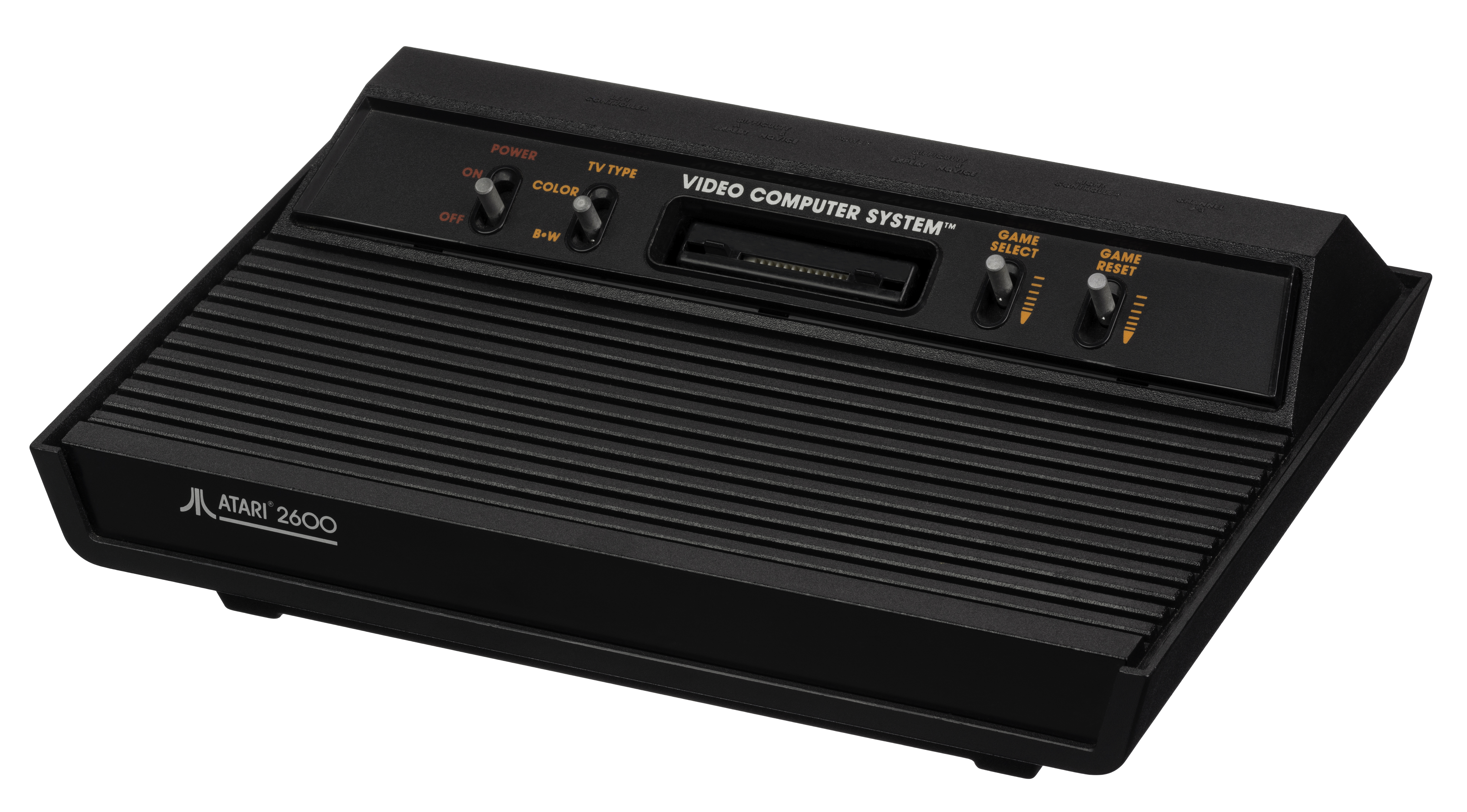
Quarto modelo do Atari 2600, o Vader.

Nesse ponto, Fairchild tinha desistido do mercado, achando que vídeogame era um mercado de moda passageira. Dessa forma, a Atari pôde ocupar mais facilmente o então crescente mercado. Em 1979, o 2600 foi o presente de natal mais vendido, principalmente por seus jogos exclusivos. Milhões de consoles foram vendidos esse ano.
A Atari licenciou o grande sucesso de arcade Space Invaders da Taito, o qual aumentou ainda mais a popularidade do console quando foi lançado, em maio de 1980, dobrando as vendas novamente para mais de 2 milhões de unidades vendidas.
O 2600 e seus cartuchos foram o maior fator por trás do gigantesco lucro da Atari, de mais de 2 bilhões de dólares em 1980.
As vendas dobraram novamente pelos 2 anos seguintes, com venda de quase 8 milhões de unidades em 1982.
Nesse período, a Atari expandiu a família 2600 com outros dois consoles compatíveis. Eles construíram o Atari 2700, uma versão sem fio do console, que nunca foi lançado por causa de uma falha de design.
A companhia também construiu uma versão menor e arredondada da máquina, apelidada de Atari 2800, para vender no mercado japonês no início de 1983, mas esse sofreu com a competição do recém lançado Nintendo Famicom.
No Brasil, o lançamento do Atari 2600 ocorreu em setembro de 1983, fabricado pela Polyvox. O primeiro lote enviado às lojas era composto de 30 mil unidades, com um preço sugerido entre 180 e 200 mil cruzeiros.

### Atari 2800

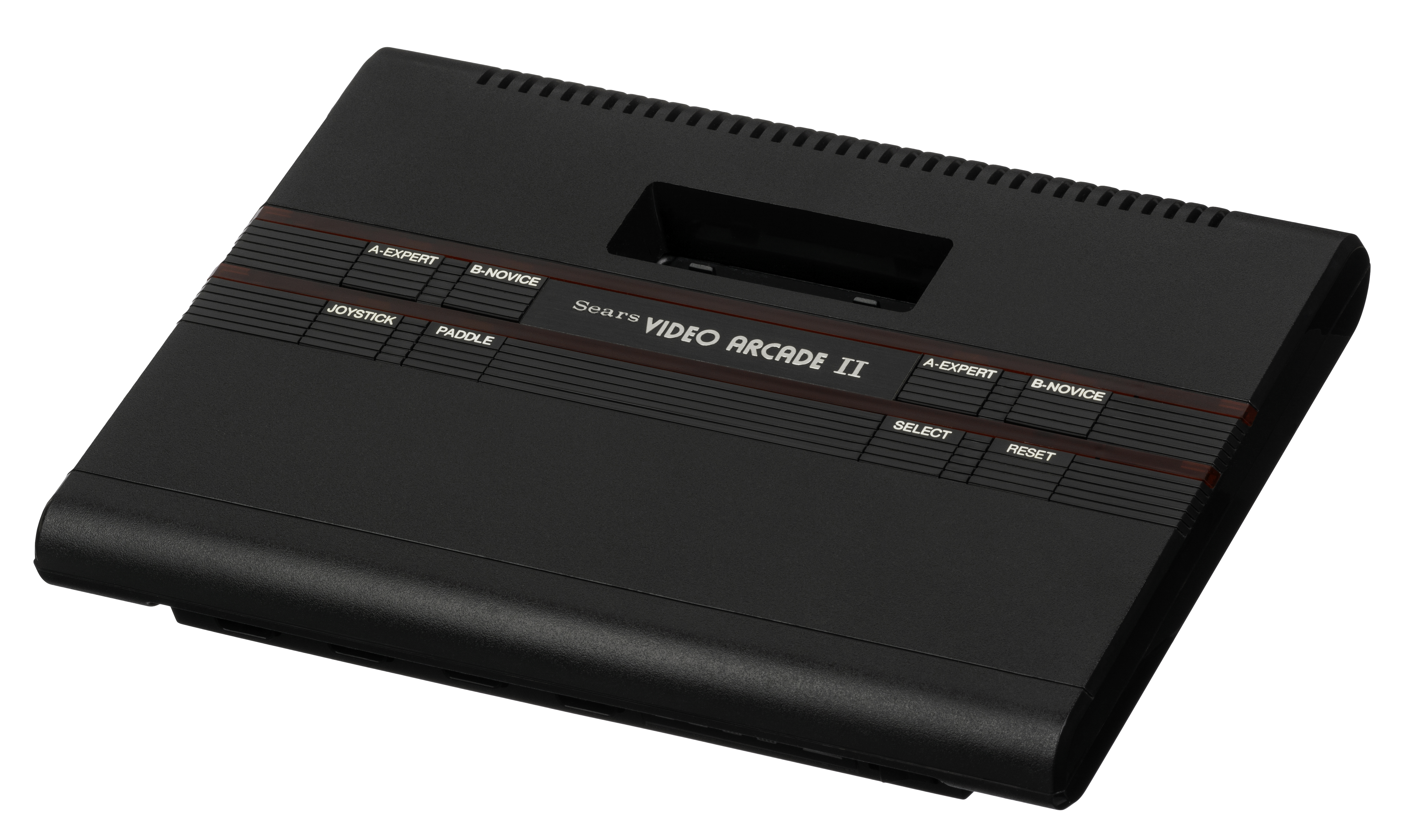
O design do Atari 2800 japonês foi usado na América pela Sears para o segundo modelo do Video Arcade.

O Atari 2800 é a versão japonesa do Atari 2600, lançado em outubro de 1983. Foi o primeiro lançamento de um 2600 projetado especificamente para o mercado japonês, apesar de empresas como a Epoch distribuir o 2600 no Japão anteriormente. De fato, o nome da Atari foi inspirado no jogo japonês 'Go'.
O 2800 nunca capturou um grande mercado no Japão. Foi lançado pouco depois do Family Computer da Nintendo, que tornou-se um console dominante no mercado japonês de jogos eletrônicos da época.
Com o codinome "Cindy", desenhado pelo engenheiro da Atari, Joe Tilly, o Atari 2800 tinha quatro portas para controles ao invés das duas padrões do Atari 2600.  Os controles são uma combinação unificada de joysticks de oito direções e um paddle de 270 graus, desenhado por John Amber.

### Declínio

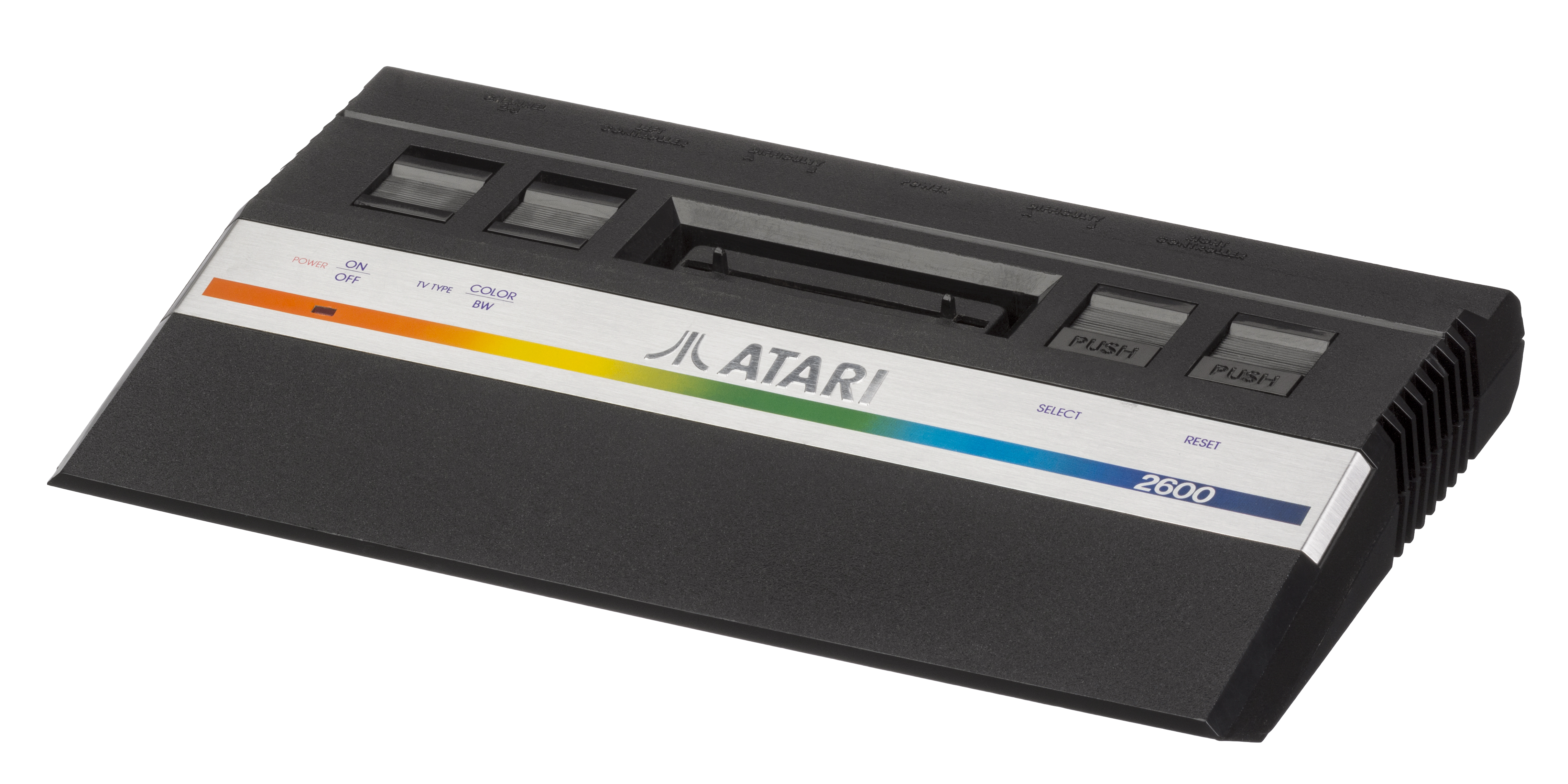
O Atari 2600 em sua versão mais barata e reduzida conhecida como "2600 Jr." (lançado apenas nos EUA em 1986).

Durante este período, a Atari continuou a crescer até possuir uma das maiores divisões de Pesquisa e Desenvolvimento (P&D) do Vale do Silício. Grande parte do orçamento de P&D foi gasto em projetos que pareciam não se adaptar aos videogames (e mesmo ao computador) fabricados pela companhia. Muitos destes projetos nunca viram a luz do dia. Enquanto isso, várias tentativas de criar novos consoles falharam por uma razão ou outra, embora seu modelo de computador pessoal, a família Atari de 8 bits, tenha obtido vendas razoáveis, se não espetaculares. A Warner estava mais feliz que nunca, as vendas do 2600 pareciam não ter fim e o Atari era responsável por metade dos lucros da companhia.
Os programadores de muitos dos maiores sucessos do Atari começaram a ficar cada vez mais descontentes com a companhia, por essa não dar créditos aos desenvolvedores de jogos. Por exemplo, Rick Mauer, o programador do jogo Space Invaders, não recebeu nenhum crédito e ganhou apenas USD$ 11.000 por seus esforços, em compensação o cartucho arrecadou mais de USD$ 100 milhões em vendas. Mais notavelmente, Warren Robinett, o programador líder de Adventure, em protesto contra a política monopolista da Atari, escondeu seu nome em uma sala secreta dentro do jogo. Esse foi um dos primeiros "ovos de páscoa" (uma piada escondida), uma prática que continua até hoje no desenvolvimento de softwares. Muitos outros programadores deixaram a companhia e formaram suas próprias software houses independentes. A mais proeminente e duradoura dessas desenvolvedoras terceiras foi a Activision, fundada em 1980, a empresa conseguiu judicialmente o direito de produzir jogos para o console, cujos títulos rapidamente se tornaram mais populares que os da própria Atari.
A Atari tentou evitar o desenvolvimento de terceiras para o 2600 judicialmente, mas falhou, e logo outros publicadores, como a Imagic e Coleco, entraram no mercado. A Atari também teve sua imagem suja quando uma companhia chamada Mystique produziu alguns jogos pornográficos para o Atari 2600. Desses, o mais notório, Custer's Revenge, causou um grande protesto de grupos feministas nos Estados Unidos[carece de fontes?]. A Atari processou a Mystique judicialmente pela publicação do jogo.

### Popularidade

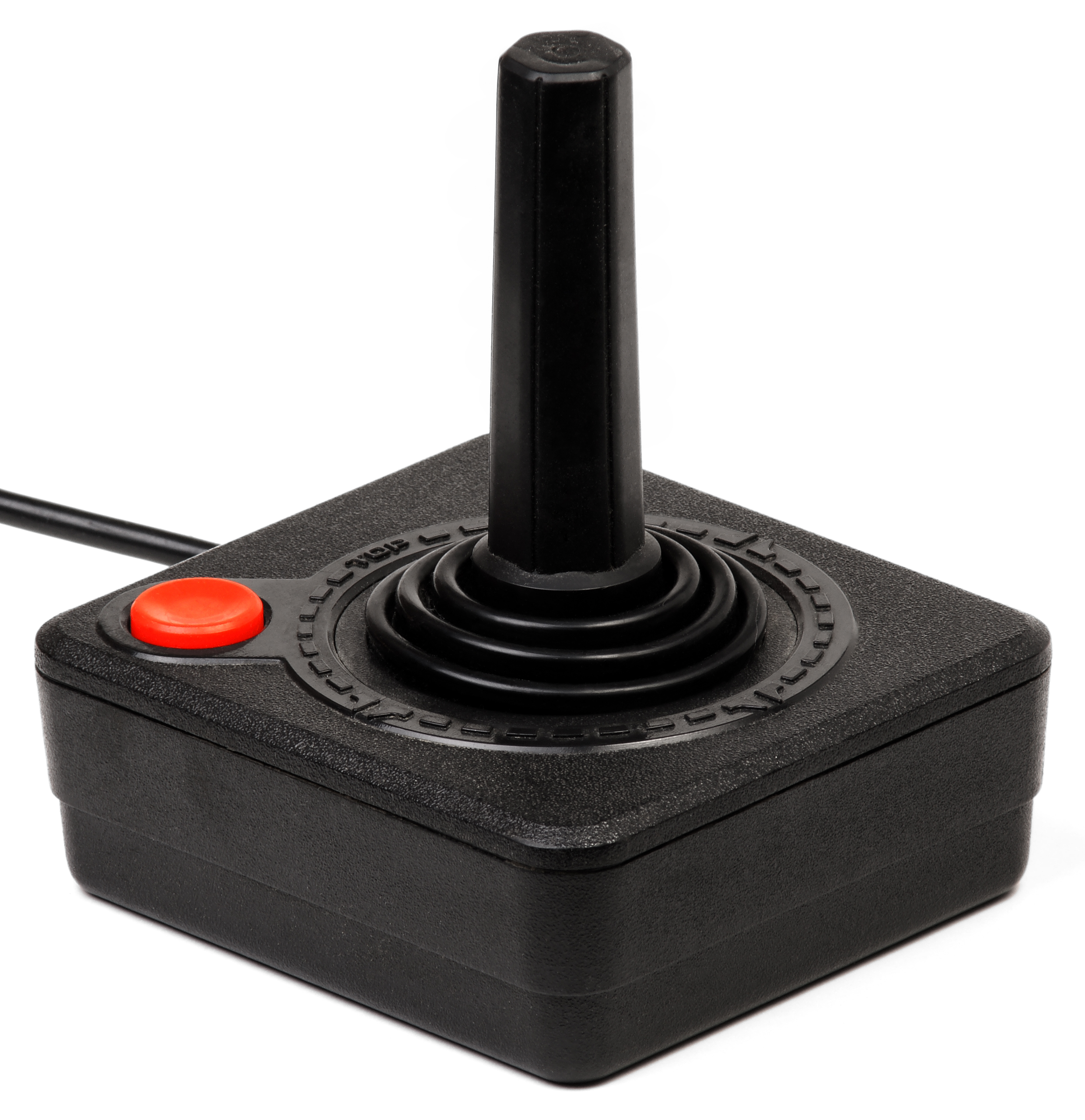
Controle padrão do console, o CX40.

Apesar de não estar descontinuado formalmente, o 2600 não foi desenfatizado por dois anos depois da venda da Atari em 1984 pela Warner para Jack Tramiel (fundador da Commodore), que queria se concentrar em computadores pessoais.
Ele congelou todo o desenvolvimento de jogos de console, incluindo o jogo Garfield para o Atari 2600 e o port Super Pac-Man para o Atari 5200. Em 1986, uma nova versão do 2600 foi lançada. A nova versão redesenhada do 2600, chamada não oficialmente de 2600 Jr., apresentava uma forma reduzida e mais barata, com uma cara mais moderna muito parecida com o Atari 7800.
O 2600 redesenhado foi vendido como sendo uma plataforma de jogos mais barata (abaixo de 50 dólares) que tinha a possibilidade de rodar uma vasta biblioteca de jogos clássicos. Com sua reaparição, veio o ressurgimento de desenvolvimento de software da Atari e de algumas empresas terceiras (notavelmente a Activision, Absolute Entertainment, Froggo, Epyx, e Exus).

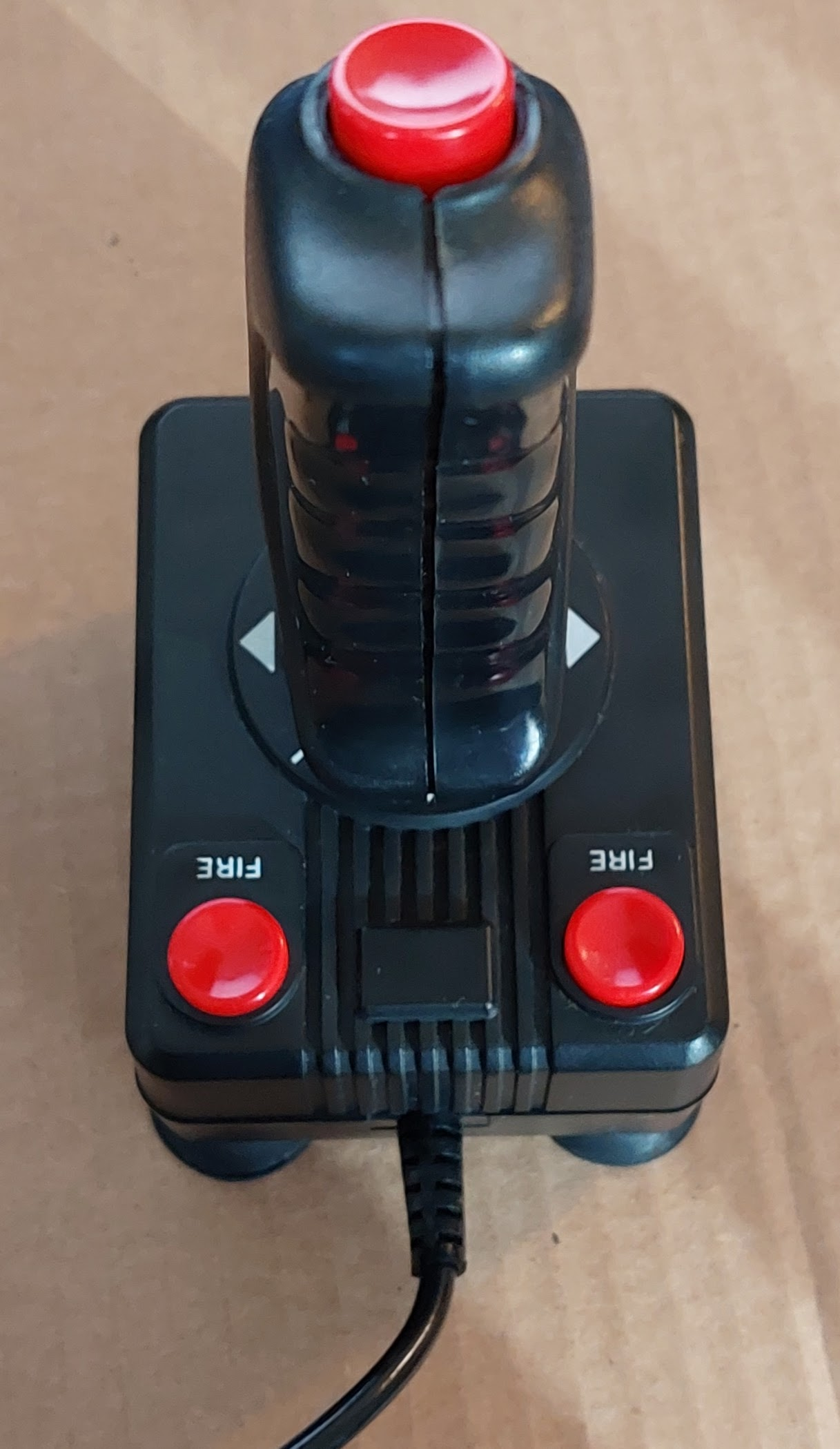
Controle diferente do Atari 2600 com dois botões e um na parte de cima

O Atari 2600 continuou a ser vendido nos EUA e Europa até 1990, e na Ásia até o começo de da década de 1990. A última versão licenciada do 2600 a ser lançada foi o KLAX em 1990. O console também foi muito popular no Brasil. Até 1983, quando foi oficialmente lançado no Brasil, pela Polyvox em parceria com a Atari, a plataforma tinha de ser importada, mas o sistema de TV americano (NTSC) era incompatível com o sistema de TV brasileiro (PAL-M) e assim, precisavam de uma conversão, que muitas vezes alterava as cores originais dos jogos, de modo que os Atari 2600 comercializados no Brasil, tiveram várias revisões. As primeiras sofriam de um superaquecimento do regulador de tensão da placa principal, fazendo o videogame travar, gerando a lenda de que o cartucho tinha de ficar frio e assim, muitos deles tiveram seus rótulos furados, para a tristeza dos colecionadores.
Muitos clones da plataforma foram fabricados no Brasil por marcas como Dactar, Dismac, Microdigital, CCE e Dynacom, que, além da plataforma, também faziam acessórios e comercializavam os jogos, muitas vezes adulterando-os para que aparecessem sua marca ao invés da marca original, ou que a suprimisse, criando uma indústria paralela de cartuchos piratas, hoje bastante procurados por colecionadores estrangeiros.
Através de sua vida, foi estimada a produção de 40 milhões de unidades e sua lista de jogos é de mais de 900 títulos comerciais até 1991, sem contar muitos "homebrew games", desenvolvidos por programadores independentes.
O Atari 2600 foi oficialmente aposentado no dia 1º de janeiro de 1992, tornando-se o videogame de maior vida na história de jogos dos EUA. Ele teve uma vida útil de 14 anos e 2 meses - aproximadamente três vezes mais que a vida 'normal' de um console.
Seus últimos jogos foram, Xenophobe em 1990 nos Estados Unidos, Acid Drop em 1992 na Europa, e no mesmo ano, o seu último jogo licenciado foi lançado exclusivamente no Brasil, o jogo Megaboy Compact.
Muitos programadores ainda fazem jogos novos para o Atari 2600, utilizando-se inclusive de ferramentas modernas de programação como o Visual Batari Basic, enquanto outros optam por explorar suas habilidades em Linguagem de Máquina ("Assembly 6502") utilizando o hardware do Atari 2600 como referência devido ao desafio de se programar algo significativo numa plataforma limitada e sem BIOS, ou seja, todas as rotinas do programa, incluindo entradas, saídas, som e controle de vídeo, não são pré-programadas numa ROM como outras plataformas (como o Odyssey2, também muito popular no Brasil na época do auge do Atari 2600) e têm de ser programadas muitas vezes "do zero".
O console e seus velhos e novos jogos são muito populares entre colecionadores por causa de seu importante impacto na história dos video games e eletrônicos e também por seu valor nostálgico em muitas pessoas. Por isso, muitos clones modernos do Atari 2600 ainda estão no mercado. Um exemplo é o Atari Classics 10-in-1 TV Game produzido pela Jakks Pacific, que simula o console 2600 e inclui versões convertidas de 10 jogos em um joystick parecido com o joystick do Atari que tem os cabos para ligar em televisores modernos.
Cartuchos especiais modernos, como o Krocodile Cart e o Harmony, permitem que se arquivem várias ROMS de jogos neles, de modo que possam ser selecionados através de um menu.
O símbolo da Atari se tornou um logotipo-ícone da cultura pop.

## Jogos

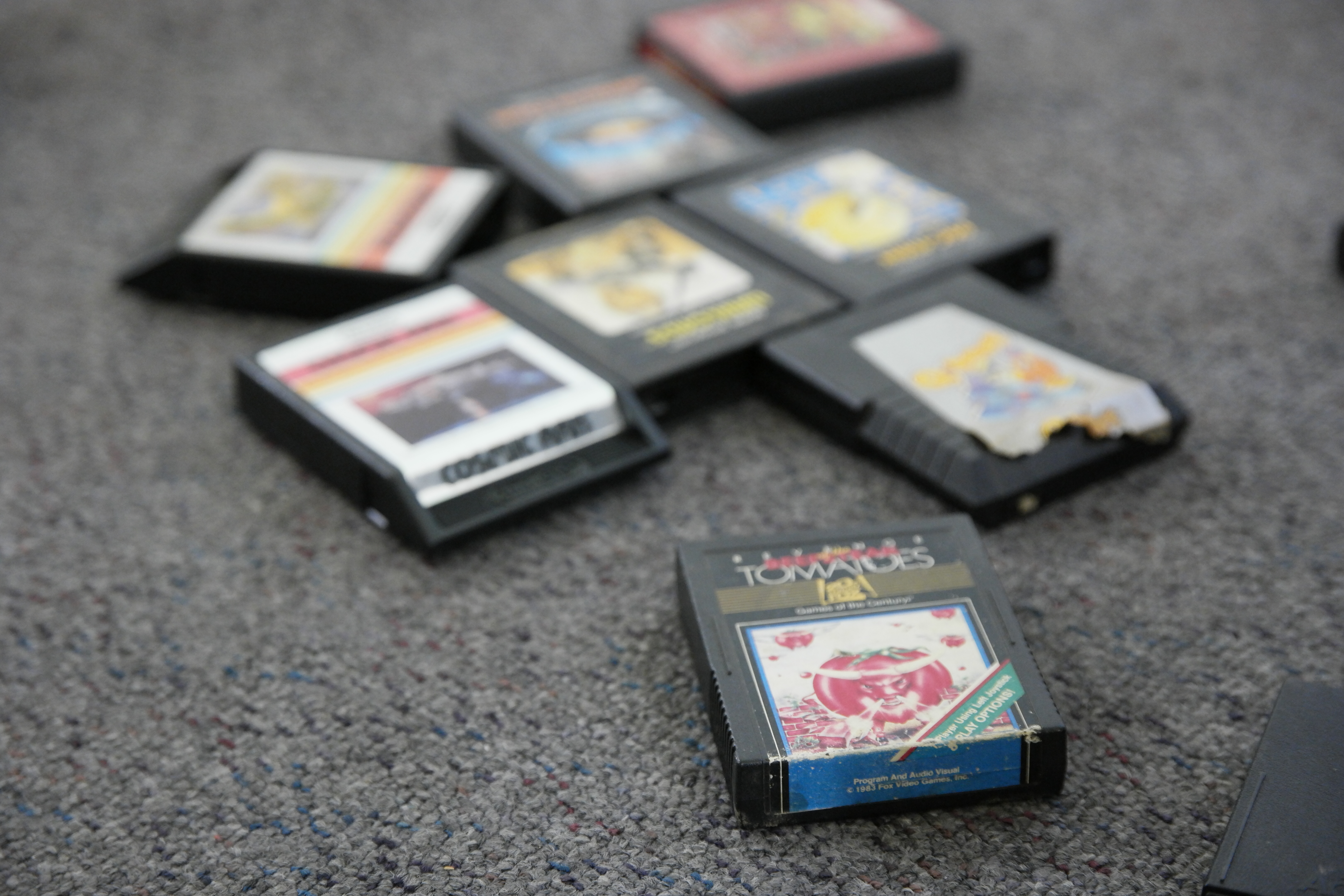
Cartuchos do Atari 2600.

A maioria dos jogos usam 2 kB e 4 kB, capacidade máxima do sistema. Jogos maiores foram criados usando uma técnica de programação para troca de ROM, chamado Bankswitch. Geralmente estes jogos tinham de 8 kB a 16 kB. O primeiro jogo a usar bankswitch foi o Asteroid (8 kB) e o cartucho de maior capacidade do Atari 2600 enquanto ainda era produzido, possuía 64 kB, foi o Megaboy cart, desenvolvido no Brasil pela Dynacom.
Pela limitação de RAM (apenas 128 bytes) alguns cartuchos foram projetados com memória RAM adicional, expandindo para 256 bytes de RAM.
Alguns jogos foram programados para um equipamento chamado StarPath Supercharger, um cartucho com memória flash de 6kB que carregava a informação do ROM usando uma fita cassete. DragonStomper, um RPG muito primordial, foi o maior jogo do SuperCharger, usando 128 kB de ROM.
Homestar Runner, um RPG moderno, apesar de ser apenas um protótipo, usa um cartucho com 256 kB de ROM e 256 bytes de RAM.
Durante a vida do console, a Atari Inc e a Atari Corp. publicaram muitos jogos que se tornaram os jogos mais conhecidos de todos os tempos. Esses jogos incluem Adventure, Breakout e Yars' Revenge. A popularidade do console atraiu muitos desenvolvedores independentes, dos quais produziram muitos jogos populares como o Pitfall! da Activision, e o Atlantis da Imagic. Porém, dois jogos produzidos pela Atari, E.T. the Extra-Terrestrial e Pac-Man, são frequentemente culpados por iniciar o grande crash dos videogames de 1983.

### Emulação
A emulação do Atari 2600 esta disponível para quase todos os sistemas operacionais e hoje em dia é muito precisa. Apesar da relativa simplicidade do Atari 2600, este não é um sistema fácil de se emular. Apesar de não requerer muito poder de processamento, é muito difícil atingir uma emulação precisa do sistema. Por exemplo, por causa da falta de um frame buffer, os emuladores do 2600 não precisam emular apenas o console mas também a televisão. Devido a longevidade do sistema, muitos jogos do 2600 usavam técnicas não documentadas e até exploravam defeitos (bugs) do hardware para obterem o máximo do sistema, fazendo coisas que até os designers originais do console não achavam possíveis (em exemplo notável é o campo de estrelas do jogo Cosmic Ark). Houve muito tempo para que os programadores dos emuladores do Atari 2600 melhorassem seus programas para que esses emulassem corretamente as características não documentadas, defeitos (bugs) e nuances do sistema.
Os mais conhecidos emuladores de Atari 2600 são:
- Stella - Um emulador de código aberto, multiplatforma para (Windows, Mac OS X, Linux e Dreamcast).
- z26 - Outro emulador de código aberto, multiplatforma para Windows, MS-DOS e Linux
- http://javatari.org - Emulador com modo multiplayer em rede, e interface que imita o console real. Código aberto.
- PC Atari Emulator - Emulador fácil de usar e muito rápido para Windows e MS-DOS.
- MESS - Multiple Emulator Super System que tem suporte para todos os consoles Atari antigos
- The Pocket VCS — PPC — Emulador fácil de usar e muito rápido para Windows Mobile.
- Java on-line http://www.atari2600.com.br - Baseado em Stella

## Especificações técnicas
- Bits: 8 bits
- CPU: Variante do processador 6502 (Real: 6507)
- Frequência de operação: 1,19 MHz
- Memória RAM: 128 Bytes
- Memória ROM: Capacidade máxima de 4 kB.
- Resolução: 160x192 (NTSC) / 160x228 (PAL)
- Cores: 128 cores no sistema NTSC, pouco menos no sistema PAL.
- Som: 2 canais (cada um com um chip próprio)

## Gráficos
O 2600 foi projetado para processar jogos estilo Pong, ou seja, um jogador à direita e o outro à esquerda da tela, com a inovação de poder atirar projéteis, em vez de apenas rebater uma bola. Mais precisamente, o Atari foi projetado para rodar o seu primeiro jogo: Combat.
O Atari 2600 pode processar cinco tipos de objetos, sendo apenas dois "sprites" e três objetos simples de um bit (um pixel)
Os sprites são chamados de Player0 Missile Graphic e Player1 Missile Graphic (o termo sprite ainda não existia).
Os objetos de um bit são chamados Missile 0, Missile 1 e Ball.
Como sugere o nome, os objetos "míssil" servem como projéteis para serem atirados contra os jogadores, e o objeto ball é um objeto neutro, provavelmente um resquício do Pong.
Mas o grande segredo do sucesso do 2600 é a possibilidade de muitos truques, que permitiram criar uma grande quantidade de jogos muito além do estilo pong.

## Empresas terceirizadas
No início dos anos 1980, um grupo de programadores insatisfeitos com as condições de trabalho na Atari sob a administração Warner, decidiu abandonar a empresa e montar uma softhouse, no caso a Activision.
Isso explica a qualidade superior dos jogos da Activision perante outras softhouses, inclusive a própria Atari, pois a Activision tinha programadores que praticamente inventaram o 2600 e conheciam o hardware como ninguém mais. Isso gerou um problema, pois a Atari não queria que outras empresas fizessem os jogos para o 2600. A Atari chegou a processar a Activision sob a alegação de roubo de códigos, mas como os jogos da Activision ajudavam a vender o 2600, a Atari decidiu criar regras para a produção e venda de jogos para seu videogame, bastando pagar royalities.
Grandes softhouses emergiram nessa época, como Imagic, Parker Brothers entre outras, mas logo em seguida, uma grande onda de softhouses precárias apareceram, inundando o 2600 com jogos mal elaborados.
Todas as softhouses com exceção do Atari e da Activision desapareceram no Crash dos videogames de 1983.
Atualmente uma cena de programadores hobistas continua a produzir jogos para o 2600 com qualidade igual ou superior à dos grandes jogos feitos na época. O que parece é que o limite do Atari 2600 ainda não foi atingido. São conhecidos como Homebrew Games (Jogos caseiros).